# Hrisantos
Hrisantos (geboren 1889 in Istanbul; gestorben 8. Juli 1920 ebenda) war ein vielfacher Mörder und schwerkrimineller Bandenchef im besetzten Istanbul in den letzten Jahren des Osmanischen Reiches. Hrisantos’ Bande soll 21 Personen auf dem Gewissen haben, darunter 13 Polizisten.
Hrisantos war Osmane griechischer Abstammung. Sein vollständiger Name lautete Hristo Anastadiyadis Veled-i Ahilya. Der Zusatz Veled-i Ahilya bedeutet dabei „Sohn des Ahilya“.

## Anfänge
Hrisantos kam im Jahr 1314 AH (1889 n. Chr.) in Papazköprü (Beyoğlu) im Haus des Krämers Yorgi zur Welt. Seine Mutter hieß Andernohin und betrieb ein Bordell in der damaligen Derviş Sokağı in Beyoğlu. Hrisantos’ Vater Ahilya verließ die Familie im Jahre 1910. Hrisantos hatte eine Schwester und einen älteren Bruder, den man später Latarnacı Koço („Koço, der Drehorgelspieler“) nannte. Im Jahr 1915 wird Hrisantos im Vergnügungsviertel von Beyoğlu als gutaussehender junger Mann mit dunklem Teint und ebensolchen Augen beschrieben. Die beiden Kriminellen Meyhaneci Deli Panayot („Schankwirt der verrückte Panayot“) und Sarı Hristo („der blonde Hristo“) sollen sich seinetwegen gestritten haben. Dabei sei Sarı Hristo getötet worden.  Hrisantos war regelmäßiger Gast in den Kaffeehäusern und Schenken.
Hrisantos soll laut Polizeiarchiven eine Schneiderlehre begonnen haben, betätigte sich aber mit seinem Bruder erst als Taschendieb und später als Straßenräuber. Mit weiteren Figuren der Istanbuler Unterwelt gründete Hristantos eine eigene Bande.
Den ersten Raubmord beging die Bande an dem 65-jährigen Puddingmacher Recep Usta. Der Zeitpunkt der Tat ist umstritten, die Angaben reichen von 1915 bis 1918. Hrisantos und seine beiden Mittäter Fantoma Mehmet und Makarnacı Niko wurden gefasst, vor Gericht gestellt und zu 15 Jahren Zuchthaus verurteilt. Den Dreien und einem weiteren Mithäftling gelang jedoch die Flucht durch die Kanalisation.

## Polizistenmorde
Der erste Polizist, den die Bande tötete, war Mehmet Efendi. Dieser wollte intervenieren, als Bandenmitglieder eine Frau belästigten, und wurde erschossen. Es folgten die Erschießung des Kommissars Fahri Efendi und drei Monate später des Polizisten İbrahim Bey. Ein weiterer Polizist wurde 1920 durch Hrisantos und den ehemaligen Mithäftling Zafiri erschossen, als dieser sich auf der Straße die Schuhe putzen ließ. Zwei weitere Polizisten wurden bei einer Kontrolle eines Kaffeehauses durch Bandenmitglieder erschossen, da Hrisantos hier beim Glücksspiel gestört wurde.
Die Istanbuler Polizei bildete eine Sonderermittlungsgruppe aus vier Beamten. Nach dreiwöchiger Ermittlung kam es zu einer Schießerei mit Hrisantos' Bande, bei der einer der vier Polizisten getötet wurde. Ein weiterer Beamter wurde wenig später erschossen, als die Polizei erfolglos ein Haus umstellte, in dem die Bande sich aufhielt. Kurz darauf wurde ein Beamter auf Streife in Galata erschossen.

## Zerschlagung der Bande
Zunächst gelang es der Polizei, Hrisantos’ rechte Hand Zafiri zu stellen. Bei der Schießerei wurde Zafiri getötet und der Polizist verletzt. Der Beamte erhielt eine Belohnung und den Mecidiye-Orden III. Klasse. Auch Harito, ein weiteres Bandenmitglied und ehemaliger iranischer Tabakhändler, wurde wenig später, am 7. Januar 1920, von der Polizei getötet. Hrisantos veränderte daraufhin sein Aussehen und gab sich nun als Doktor Yani aus. Nach einer Zecherei kam es in der Ziba Sokağı zu einer Schießerei mit zwei Polizisten, die beide von der Bande getötet wurden.
Bei einem Raubüberfall auf den Geldwechsler Mihail wurden zwar zwei Geschwister des Geldwechslers getötet, aber auch das Bandenmitglied der ersten Stunde Makarnacı Niko („Niko, der Teigmacher“) gefasst. Dessen Aussagen führten zur Festnahme des Bandenmitglieds Fantoma Mehmet. Die Polizei machte auch das Versteck des Bandenmitgliedes Demirci Andon („Andon, der Schmied“) ausfindig und stellte ihn dort. Andon ergab sich verletzt und ein weiterer Polizist wurde getötet.

## Flucht
Hrisantos setzte sich im März 1920 gemeinsam mit seiner Geliebten Eftimya nach Griechenland ab und nahm in Piräus den Betrieb einer Schenke auf. Hier tötete er einen Gendarmen, der Eftimya belästigte. Hrisantos musste erneut untertauchen und ging in das damals noch osmanische Thessaloniki. Eftimya, die in Piräus zurückgeblieben war, kehrte nach Istanbul zurück und Hrisantos reiste ihr im Juli 1920 mit einem falschen griechischen Pass unter dem Namen Aşil Anastasyadis hinterher.

## Tod
Die Istanbuler Polizei überwachte einen armenischstämmigen Verbrecher namens Nobar. Am 6. Juli 1920 legte sie einen Hinterhalt in der Nähe seines Hauses. Es kam zu einer Schießerei, bei der zwei Personen entflohen, einer von ihnen wurde durch eine Kugel verletzt. Wie sich später herausstellte, war diese Person Hrisantos. Eftimyas Vater wandte sich am folgenden Tag an die Polizei mit der Nachricht, dass Hrisantos zurückgekehrt sei und er und seine Tochter um ihr Leben fürchteten. Gleichzeitig gab der Vater den Aufenthaltsort Hrisantos’ preis. Dieser sei verletzt und halte sich beim Balıkçı Agaton („Agaton, der Fischer“) auf. Die Polizei nahm Kontakt zum Fischer auf und in der Nacht zum 8. Juli umstellten die Beamten das Haus und erschossen Hrisantos.
Die beiden maßgeblich an der Erschießung Hrisantos’ beteiligten Beamten Muharrem Efendi (später Muharrem Alkor) und Cafer Tayyar Efendi erhielten eine Belohnung und den Mecidiye-Orden V. Klasse. An der Beerdigung Hrisantos’ nahmen Tausende Personen teil. Der Fischer Agaton wurde später als Verräter Opfer eines Attentats, bei dem er und seine beiden Kinder schwer verletzt wurden. Die Waffe, mit der Hrisantos getötet wurde, wird immer noch im Polizeimuseum von Istanbul aufbewahrt.

## Rezeption
Hrisantos gilt in der Türkei als Serienmörder und in Medien wird die Auffassung vertreten, die englischen und französischen Besatzer Istanbuls hätten aufgrund der Religionszugehörigkeit Hrisantos' mit ihm zusammengearbeitet und ihn protegiert. Der Polizist, der Hrisantos tötete, schrieb später das Buch: Hristantos'u Ben Öldürdüm. Der Titel lautet übersetzt „Ich tötete Hrisantos“. Des Weiteren war die Geschichte Hrisantos' Thema der Filme İstanbul Kan Ağlarken (1952) und Üç Namus Bekçisi (1969).

## Quelle
- Gürkan Fırat Saylan: İşgal İstanbul'unda Eli Kanlı Bir Örgüt: Hrisantos Çetesi, in: Türkiyat Dergisi der Atatürk-Universität Erzurum 2010, Nr. 44, Seiten 325–343, Online als PDF

| Personendaten    | Personendaten                               |
| ---------------- | ------------------------------------------- |
| NAME             | Hrisantos                                   |
| ALTERNATIVNAMEN  | Hristo Anastadiyadis Veled-i Ahilya         |
| KURZBESCHREIBUNG | türkischer Bandenchef und Schwerkrimineller |
| GEBURTSDATUM     | 1889                                        |
| GEBURTSORT       | Istanbul                                    |
| STERBEDATUM      | 8. Juli 1920                                |
| STERBEORT        | Istanbul                                    |